# São Pedro da Cipa
São Pedro da Cipa est une municipalité brésilienne située dans l'État du Mato Grosso.